# Leena La Bianca
Leena La Bianca (Denver, Colorado; 5 de enero de 1969) es una actriz pornográfica y modelo erótica estadounidense.

## Biografía
Leena La Bianca, nombre artístico de Kathleen M. Runc, nació en Colorado a comienzos de 1969, en el seno de una familia emigrante italiana. Fue a la universidad, donde comenzó estudios de ingeniería eléctrica. Para costearse dichos estudios empezó a trabajar como bailarina exótica y estríper en locales de la ciudad y a filmar vídeos amateurs que posteriormente vendía. En 1991 decidió trasladarse a California para convertirse en actriz pornográfica, debutando a los 28 años, con una película homónima, Leena, dirigida por F.J. Lincoln.
Como actriz, trabajó para estudios de la industria como VCA Pictures, Caballero, Bedtime Theatre, Odyssey, Arrow Productions, Vivid, Metro, Milton's Amateurs, Evil Angel o Wicked Pictures, entre otros.
Pocos años después de su debut, destacó por su presencia en los Premios AVN de 1994, en la que estuvo nominada a premios importantes como los de Mejor actriz revelación y Artista femenina del año. Recibió una nominación a la Mejor actriz en película por su trabajo en Whispered Lies y ganó el galardón en la misma categoría, subdividido en vídeo, por Blinded by Love.
Repitió un pleno protagonismo un año después (1995), al destacarse nuevamente en los Premios AVN. Repitió nominación a la Artista femenina del año; obtuvo otras dos a Mejor actriz de reparto por Masseuse 2 y The Swap, Part 2, una nominación a la Mejor escena de sexo lésbico en grupo en película por Pussyman 6; y el galardón a la Mejor escena de sexo en grupo en película por Pussyman 5.
Su última nominación en los AVN fue en 1996, también a Mejor actriz, en esta ocasión por la dupla Cinesex 1 & 2.
Después de 1995, relegó su mayor presencia en la industria pornográfica para compaginar dicha carrera con otros trabajos más convencionales. Ello le permitió trabajar en la serie por cable de Showtime Sherman Oaks (1995) y en películas softcore de serie B como Other Men's Wives (1996) y Femalien (1996). También actuó en el teatro en obras como Sweet Hostage y Steeltown.
Se retiró en 1998, habiendo grabado un total de 117 películas como actriz.
Algunas películas suyas fueron Blinded By Love, Cinesex, Eight is Never Enough, Fetish Fever, Heeeeere's Janine!, I Love Juicy, Leena is Nasty, Oral Obsession, Pretending, Rural Rage o Shame.

## Premios y nominaciones
| Año  | Ceremonia    | Resultado | Premio                                            | Trabajo          |
| ---- | ------------ | --------- | ------------------------------------------------- | ---------------- |
| 1994 | Premios AVN  | Nominada  | Mejor actriz revelación                           | —                |
| 1994 | Premios AVN  | Nominada  | Artista femenina del año                          | —                |
| 1994 | Premios AVN  | Nominada  | Mejor actriz en película                          | Whispered Lies   |
| 1994 | Premios AVN  | Ganadora  | Mejor actriz en vídeo                             | Blinded by Love  |
| 1994 | Premios AVN  | Nominada  | Mejor escena de sexo chico/chica en película      | Whispered Lies   |
| 1994 | Premios AVN  | Nominada  | Mejor escena de sexo chico/chica en vídeo         | Blinded By Love  |
| 1994 | Premios XRCO | Ganadora  | Mejor actriz                                      | Blinded by Love  |
| 1995 | Premios AVN  | Nominada  | Artista femenina del año                          | —                |
| 1995 | Premios AVN  | Nominada  | Mejor actriz de reparto en película               | Masseuse 2       |
| 1995 | Premios AVN  | Nominada  | Mejor actriz de reparto en película               | The Swap, Part 2 |
| 1995 | Premios AVN  | Ganadora  | Mejor escena de sexo en grupo en película         | Pussyman 5       |
| 1995 | Premios AVN  | Nominada  | Mejor escena de sexo lésbico en grupo en película | Pussyman 6       |
| 1995 | Premios XRCO | Ganadora  | Artista femenina del año                          | —                |
| 1996 | Premios AVN  | Nominada  | Mejor actriz                                      | Cinesex 1 & 2    |